# Song Tử (chiêm tinh)
Song Tử (tiếng Anh: Gemini, ký hiệu: ♊︎), hay còn gọi là Song Sinh hoặc Song Nam, là cung hoàng đạo thứ ba trong vòng tròn Hoàng Đạo, kéo dài từ giữa độ thứ 60 và 90 của kinh độ thiên thể. Biểu tượng của cung này là cặp song sinh. Song Tử thuộc nguyên tố Khí (cùng với Thiên Xứng và Bảo Bình) và là một trong bốn cung Linh hoạt (cùng với Nhân Mã, Xử Nữ và Song Ngư).
Chủ tinh của Song Tử là Thủy tinh. Đối đỉnh với Nhân Mã trong vòng tròn Hoàng Đạo. Từ khóa: Thích nghi, xã giao rộng, lưỡng tính, văn học, thể hiện, truyền thông, truyền đạt.

## Thần thoại

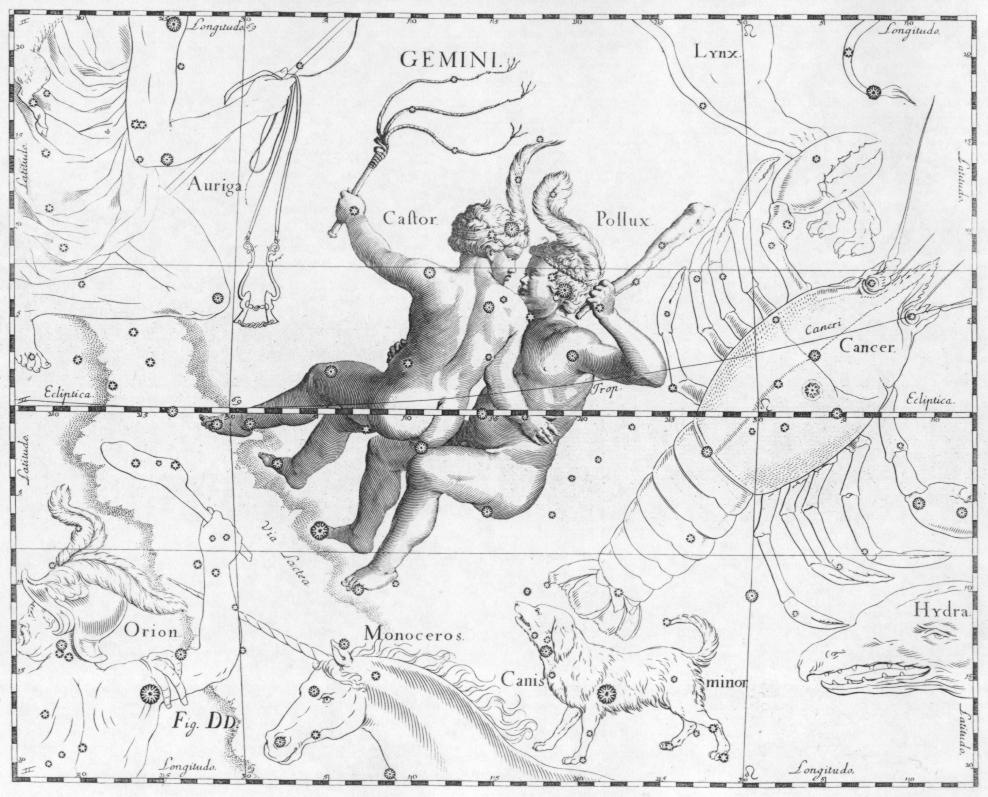
Hai anh em song sinh Castor và Pollux

Theo thần thoại Hy Lạp, Castor và Pollux (hay còn được gọi chung là Dioscuri) tuy là hai anh em sinh đôi nhưng lại cùng mẹ khác cha.
Hoàng hậu Leda của thành Sparta tuy đã có chồng là vua Tyndareus, nhưng bà bị thần Zeus hóa thân thành con thiên nga quyến rũ nên trong cùng một ngày đã thụ thai với cả chồng và thần Zeus.
Sau khoảng thời gian mang thai, Leda đẻ ra bốn quả trứng. Hai quả nở ra con gái, hai quả nở ra con trai. Trong đó có Helen và Pollux là con của Zeus, Clytemnestra và Castor là con của Tyndareus.
Castor và Pollux từ khi sinh ra lớn lên đã như hình với bóng. Cả hai từng tham gia đoàn tàu Argonauts của Jason giúp đánh bại vua Amycus, cùng nhau đánh vào đô thành Attica để đòi lại em gái Helen từ Theseus và nhiều trận chiến khác. Trong một lần đánh nhau với anh em Idas và Lynceus, Castor bị thương. Lúc Castor đang hấp hối, Pollux đã xin cha là thần Zeus cho phép mình chia một nửa sự sống cho Castor. Cảm động trước tình anh em của hai người, Zeus đã đồng ý với lời đề nghị của Pollux. Cũng vì thế nên Castor và Pollux bị kẹt giữa sự sống và cái chết. Cuối cùng Zeus đưa họ trở thành chòm sao Song Tử trên bầu trời. Và đây cũng là lý do mà khi nghe tới Song tử người ta thường nghĩ đến cặp sinh đôi.

## Các bài viết liên quan
- Cung chiêm tinh
- Song Tử (chòm sao)